# 10:10
10:10 fue una campaña británica sobre el cambio climático, que buscaba reducir los emisiones de CO2 en un 10% durante el 2010. El proyecto buscó el apoyo público para presionar al gobierno a hacer reducciones en sus emisiones de contaminantes, e influir en la Conferencia sobre el Cambio Climático de la ONU 2009 de diciembre del mismo año. El movimiento poseyó varios partidarios británicos, como el primer ministro Gordon Brown y sus opositores David Cameron y Nick Clegg, empresas incluso Microsoft UK [RE], el servicio postal Royal Mail y ferretería B&Q plc, universidades, famosos y 35.000 personas miembros del público.
El movimiento fue fundado por Franny Armstrong, la activista medioambiental y directora de películas, en septiembre de 2009. La organización tiene planes de lanzar la campaña a nivel internacional para 2011, llamándose 10:11.

## Métodos
La organización tiene consejos variados para los grupos diferentes que procuran la reducción de emisiones, por ejemplo individuos, empresas, colegios y otras organizaciones.
Para individuos, sugerencias incluyen vacaciones locales en vez de los mediante la aviación, más ropa en vez de la calefacción, las lámparas incandescentes más eficaces, volver a poner los refrigeradores viejos, y apagar los electrodomésticos. Esta campaña también anima a las personas para usar medios de transportes más ecológicos como bicicletas, coman fruta y verduras locales y menos preparados (en vez de la carne y lácteos), compren lo de segunda mano o duradero, reutilizen lo que ya tienen, cocinen solo lo que se necesita, y ahorren agua.